# Cluviae
L'antica città di Cluviae, sorta nel territorio dei Carricini, sul sito di villaggio fortificato indigeno, era un abitato che misurava 680 metri con perimetro di 1560 metri. Se viene confrontata con l'antica Isernia (lunghezza 870 m e perimetro 2000 m) e con l'antica Sulmona (lunghezza 450 m e 1500 m di perimetro), ci si rende subito conto che si tratta un insediamento di notevole dimensione e quindi di un "municipium" romano e non di un semplice "pagus" o "vicus".
Oggi la città si trova nel circondario del comune abruzzese di Casoli in provincia di Chieti, presso la frazione di Piano Laroma.

## Storia
Grazie a Tito Livio, sappiamo che i Romani nel 311 a.C. avevano inviato delle truppe nei pressi di Cluviae per impedire che gli Etruschi, contro cui combattevano, potessero congiungersi ai Sanniti per estendere le loro forze. A guidare queste truppe era il console Gaio Giunio Bruto, sconfitto varie volte proprio vicino a Cluviae.
Altre notizie riguardano Helvidio Prisco, citato da Tacito e avversario di Nerone.
I resti di questa antica città, il cui sviluppo urbanistico è databile dal I secolo a.C. alla metà del secolo successivo, sono sepolti in località Piano La Roma di Casoli.

## Ritrovamenti

### 1895
Nel 1895, lo studioso Giulio De Petra, aveva già individuato nella zona resti di costruzioni romane, ma fuori dell'ambito del loro tessuto urbano e monumentale.

### 1940
Nella zona dove successivamente è stato rilevato il municipium di Cluviae, nel 1940, un agricoltore (Nicola Di Ienno) soprannominato Cerignola (derivato dal padre Pasquale che era un mietitore e lavorava in Puglia nella zona di Cerignola), mentre coltivava il suo terreno, trovò una scultura. Il ritratto dai caratteri stilistici attribuibili all'età  Giulio-Claudia, fu murato dallo stesso agricoltore sulla porta di casa. La testa rimase sul luogo fino all'aprile del 1941, quando la Soprintendenza, venuta a conoscenza del suo ritrovamento, la fece sollecitamente ritirare per assicurarla al Museo Archeologico di Chieti.

### Anni 1966-2011
Nel 1966 nuovi scavi archeologici furono condotti da Adriano La Regina, riportando alla luce il teatro romano, e mosaici presso i seminterrati delle nuove case moderne realizzate in contrada Piano La Roma. Il materiale fu portato a Chieti, nel Museo archeologico nazionale di Villa Frigerj. Nuovi scavi furono condotti tra il 1992 e il 1995, e poi nel 2010-2011, riportando alla luce nuovo materiale, come ceramiche, lapidi,  frammenti di capitelli, sempre conservati a Chieti presso il museo archeologico nazionale.

## Rilevamento topografico
Le prime menzioni moderne sono di Domenico Romanelli e Francesco Paolo Ranieri, che hanno errato nell'iporizzare il sito come la città antica di Romulea, distrutta nel I secolo a.C., da cui i cittadini si sarebbero trasferiti sull'acropoli di Grele (area del castello in piazza Garibaldi a Guardiagrele).
Tali errori sono stati smentiti già da Giulio De Petra e Francesco Verlengia. Il Ranieri cita anche la presenza di un cartello fortificato sopra contrada Roma, ma i ruderi sono troppo esigui per citare una presenza certa. De Petra ha ipotizzato che i cittadini dopo la conquista romana, abbiano voluto nominare l'area come l'Urbe, e il fiume che vi scorre, l'Aventino, come il colle romano.
Cluviae è lentamente scomparsa sotto il terreno e le frane, dopo le invasioni bizantine e saracene (VIII-IX secolo), sicché i paesani si fortificarono dentro la torre di Casoli (Casulae), che poi diventerà parte del castello ducale. 
Nel 1966, grazie all'acquisizione di un documento epigrafico, consistente nella lastra bronzea redatta per conto dei Cluvinses Carricini nel 384 d.C. trovata in località Bufalara nel comune di San Salvo, l'archeologo Adriano La Regina è riuscito ad individuare, con un'ampia operazione di rilevamento topografico, l'esatta ubicazione della città antica. All'epoca, individuarono il tracciato quasi completo delle mura di recinzione dell'abitato, conservato per lunghi tratti e in qualche luogo per notevole altezza. Sul versante orientale è stato riconosciuto un teatro in parte coperto da costruzioni recenti, ma completamente leggibile nella sua planimetria; all'interno dell'area recintata, esistono numerosi allineamenti di muri che fino al 1966 si presentavano agli occhi della Soprintendenza ben conservati, e dietro la cavea del teatro vi era un edificio termale. Le strutture hanno paramenti in opera reticolata e in opera incerta. Fuori del perimetro urbano, a circa 140 metri a nord del teatro, vi sono ruderi di un edificio costruito in opera con pavimenti a mosaico. Alla città si accedeva mediante cinque porte, di cui due sono ancora in parte conservate con torri quadrate sul lato prospiciente l'Avello.

## Campagne di scavi

### 1988
Nel 1988, è iniziata una campagna di scavi, diretta dalla Soprintendenza Archeologica dell'Abruzzo e condotta in due fasi successive: agosto/settembre 1988 e maggio/giugno 1990. Tra le strutture romane, sono emerse un teatro, delle terme e delle strade lastricate, reti fognarie molto articolate e ben conservate e porzioni di murature in opera reticolata sovrastate da muretti a secco in ciottoli di fiume, testimonianza di un successivo rimaneggiamento dovuto ad un'attività edilizia durata fino all'epoca tardo-antica. Il ritrovamento di cisterne per il deposito di cereali, interrate sia sotto che a fianco alle abitazioni romane riutilizzate, ci restituiscono un paesaggio urbano, che ha sempre goduto di tutte quelle risorse agricole offerte dal territorio circostante molto fertile, così come lo è ancora oggi.

### 1990
Negli scavi condotti nel 1990, nell'area in prossimità delle necropoli, sono state ritrovate delle tombe a cappuccina del II secolo e III secolo e piccoli reperti, che oggi si conservano presso la Soprintendenza.